# Garz
Garz est une commune d'Allemagne, située dans l'arrondissement de Poméranie-Occidentale-Rügen du Land de Mecklembourg-Poméranie-Occidentale.

## Personnalités liées à la ville
- Ernst Moritz Arndt (1769-1860), écrivain né à Groß-Schoritz.

## Jumelages
- Norderney (Allemagne)